# L'Atlantique noir

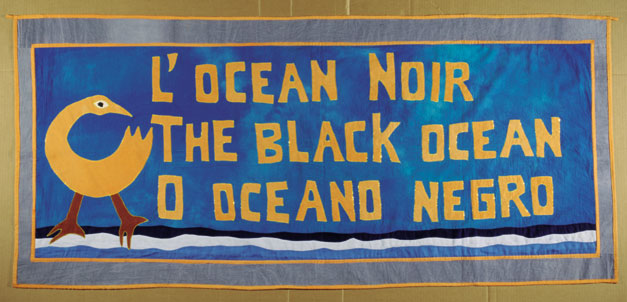
Un appliqué par William Adjete Wilson introduisant une série sur la traite négrière occidentale.

L'Atlantique noir est un livre de Paul Gilroy publié en anglais en 1993, à propos de la diaspora africaine qui s'est formée autour de l'océan Atlantique en conséquence de la traite négrière occidentale.

## Idées
Dans l'historiographie avant Gilroy, les diasporas noires créées par l'esclavage autour de l'Atlantique étaient déjà regroupées, surtout autour de l'idée du commerce triangulaire et aussi sur la base de la race, qui a longtemps été considérée comme un critère scientifique naturel. Le paradigme proposé par Gilroy se démarque parce qu'il refuse l'essentialisme, et présente l'Atlantique noir comme un territoire politique, qui n'est pas fondé par des « racines » mais par des « voies ». Gilroy souligne l'émergence d'une culture noire transatlantique: des genres musicaux spécifiques, des réseaux littéraires, des modes vestimentaires ou capillaires.

### Comptes-rendus, actes et enregistrements de colloques
- Luna Kondombo, « « L’Atlantique noir » de Paul Gilroy, 30 ans après », Transatlantica. Revue d’études américaines. American Studies Journal, no 1,‎ 30 avril 2024 (ISSN 1765-2766, DOI 10.4000/11x2h, lire en ligne)
- Capucine Boidin Carlos Agudelo, Autour de l'« Atlantique noir »: Une polyphonie de perspectives, Éditions de l’IHEAL, 2009 (ISBN 978-2-915310-52-8 et 978-2-915310-93-1)
- Colloque de 2007 : introduction, présentation, discussion